# Първи конен полк
Първи конен полк е създаден с указ № 234 от 20 декември 1883 г. под името „1-ви конен на Н. В. княз Александър I полк“. Състои се от 1 и 3 сотни и една музикантска част. Полкът получава бойното си знаме на 25 декември 1883 година и с него участва в Сръбско-българската война, както и в Балканската война, по време на която е в състава на Първа, а по-късно и на Трета армия. В Първата световна война е в състава на Втора армия.

## Балканскати войни (1912 – 1913)
В Балканската война полкът воюва по долината на река Арда. Участва и в освобождението на Димотика и победата над корпуса на Явер паша. През Междусъюзническата война участва в битки срещу сърбите по направлението Трън – Клисура – Власина – Сурдулица – Грамажи.

## Първа световна война (1915 – 1918)
В Първата световна война влиза в състава на 1-ва конна бригада, през 1915 г. разгромява сърбите при височината Панчин гроб, Враня, Сурдулица, Куманово, Велес, Дяково, Дебър, Прилеп, Охрид. През 1916 г. е част от Конната дивизия на генерал Иван Колев. Воюва при Курт бунар, Кочмар, Конак куюсу, Карапелит, Добрич, Чифут Куюсу, Кара Омер, Мангалия, Топрак Хисар, Узунлар, Кубадин, Мустафа-Ачи, кота 90, Мулчова, Текиргьол, Кюстенджа, Кара Мурад, Хърсово, Бабадаг, Попина, Черна, Гарван, Мачин, Тулча. През 1918 г. е включен в състава на Първа кавалерийска бригада от 1-ва Кавалерийска дивизия на генерал Тодор Марков.
При намесата на България във войната полкът разполага със следния числен състав, добитък, обоз и въоръжение:
| Числен състав                                      | Добитък   | Обоз                            | Въоръжение                                    |
| -------------------------------------------------- | --------- | ------------------------------- | --------------------------------------------- |
| Офицери: 25 Чиновници: 1 Подофицери и войници: 814 | Коне: 754 | Обикновени коли: 54 Товарни: 16 | Пушки и карабини: 501 Картечници: 4 Саби: 692 |

Съгласно указ № 96 от 19 декември 1920 г., полкът се реорганизира в 1-ви жандармерийски конен полк, а от 1922 г. в 1-ва жандармерийска конна група. През 1928 г. е организиран отново в полкови състав. На 6 май 1937 г. чиновете на полка се сбогуват със старото знаме и последното в същия ден при определен церемониал с тържествен ритуал, в същия ден, в София полкът получава новото си знаме от цар Борис III.

## Втора световна война (1941 – 1945)
Във Втората световна война (1941 – 1945) той е в състава на 1-ви български окупационен корпус, в подчинение на 1-ва конна бригада. На 23 април 1941 г. полкът, строен в парадна взводна колона на старата сръбско-българска граница, след високопатриотична реч от командира на полка полковник Делчо Стратиев, начело с щандарта премина границата при поста Славчето между с. Трекляно и гр. Босилеград. Установява се първоначално в гр. Враня, от юли 1941 г. в гр. Щип, а от октомври 1943 г. в гр. Скопие. Командир на полка е полковник Делчо Стратиев. Редовете на полка се допълват с наборници от Скопие, Враня, Ресен и Охрид. От септември 1944 г. полкът започва да се изтегля и част от състава му взема участие в заключителната фаза на Втората световна война в Европа. През август 1946 г. полкът е разформирован и щандартът му е предаден на 6-и конен полк.
С указ № 6 от 5 март 1946 г. издаден на базата на доклад на Министъра на войната № 32 от 18 февруари 1946 г. е одобрена промяната на наименованието на полка от 1-ви конен на Н.Ц.В. Цар Фердинанд I полк на 1-ви конен полк.

## Наименования
През годините полкът носи различни имена според претърпените реорганизации:
- Първи конен полк (20 декември 1883 – 19 декември 1920)
- Първи жандармерийски конен полк (19 декември 1920 – 1922)
- Първа жандармерийска конна група (1922 – 20 декември 1927)
- Първи конен полк (от 20 декември 1927 г.)
- Първи конен на Н.Ц.В. Цар Фердинанд I полк (до 5 март 1946 г.)
- Първи конен полк (от 5 март 1946 г.)

## Командири
Званията са към датата на заемане на длъжността.
| №   | звание       | име                 | дати                                 |
| --- | ------------ | ------------------- | ------------------------------------ |
| 1.  | Подполковник | Дмитрий Розенкампф  | 25 декември 1883 – 11 септември 1885 |
| 2.  | Ротмистър    | Христо Петрунов     | 6 септември 1885 – 1 януари 1890     |
| 3.  | Майор        | Велико Кърджиев     | от 1 януари 1890                     |
| 4.  | Подполковник | Михаил Стоилов      | от 10 март 1898                      |
| 5.  | Полковник    | Атанас Назлъмов     | от 18 февруари 1899                  |
| 6.  | Подполковник | Стоян Данаилов      | от 26 януари 1904                    |
| 7.  | Подполковник | Стефан Салабашев    | от 12 декември 1909                  |
| 8.  | Подполковник | Никола Кметов       | 21 септември 1913 – 16 май 1914      |
| 9.  | Подполковник | Петър Ганчев        | от 30 май 1914                       |
| 10. | Полковник    | Никола Кметов       | 20 май 1915 – 10 септември 1915      |
| 11. | Полковник    | Константин Михайлов | 11 септември 1915 – 12 ноември 1915  |
| 12. | Полковник    | Никола Кметов       | 15 ноември 1915 – 28 ноември 1916    |
| 13. | Полковник    | Константин Митов    | 7 декември 1916 – 17 януари 1917     |
| 14. | Полковник    | Александър Марков   | от 17 януари 1917                    |
|     | Подполковник | Любомир Босилков    |                                      |
|     | Полковник    | Константин Златанов | от 25 юли 1923                       |
|     | Подполковник | Христо Мархолев     | 1927 – 1928                          |
|     | Подполковник | Малчо Малчев        | юни 1929 – май 1930                  |
|     | Подполковник | Иван Марков         | 1930 – 1931                          |
|     | Полковник    | Атанас Жилков       | април 1931 – юни 1934                |
|     | Полковник    | Евгени Манов        | 1934 – 1935                          |
|     | Подполковник | Димитър Мечкаров    | 1936 – 1936                          |
|     | Подполковник | Петър Цанев         | 1939 – 1941?                         |
|     | Полковник    | Делчо Стратиев      | от 1941                              |
|     | Майор        | Никола Мутафчиев    | 1944 – 20 септември 1944             |
|     | Полковник    | Благой Петров       | 1945 – 1945                          |
|     | Полковник    | Георги Бакърджиев   | 1945 – 1946                          |

Други командири: подполк. Николай Николаев, Петко Златев, подполк. Петър Пенев